# Helonoma chiropterae
Helonoma chiropterae är en orkidéart som först beskrevs av Dariusz Lucjan Szlachetko, och fick sitt nu gällande namn av Germán Carnevali och Gustavo Adolfo Romero. Helonoma chiropterae ingår i släktet Helonoma och familjen orkidéer. Inga underarter finns listade i Catalogue of Life.